# Служба безбедности
Служба безбедности или служба сигурности, односно сигурносна агенција је израз који у најширем смислу означава организацију или један њен дио која прикупља обавјештајне податке у сврху очувања сигурности неке шире организације. У ужем и далеко чешћем смислу се под тиме подразумијева орган државе која обавља обавјештајну дјелатност у сврху очувања националне сигурности, а у још ужем смислу обавјештајна служба која је специјализована за унутрашњу сигурност, тј. дјелује искључиво унутар државних граница. У прошлости се за такве организације користио израз политичка или тајна полиција, али је он због повезаности за праксу полицијских држава добио пежоративно значење па се обично избјегава.
Неке од најпознатијих безбједоносних служби у данашњем свету су НСА у САД, МИ5 у Уједињеном Краљевству, Шин бет у Израелу и ФСБ у Русији.